# Disney Platform Distribution
Disney Platform Distribution è una unità operativa di Disney Entertainment che gestisce le operazioni di vendita, distribuzione, affiliate marketing per i servizi direct-to-consumer di The Walt Disney Company; si occupa inoltre degli accordi di vendita per le divisioni General Entertainment, Studios e ESPN Inc.

## Storia
L'azienda nacque nel 1987 con il nome Capital Cities/ABC Video Enterprises (CAVE), una divisione di Capital Cities/ABC che si occupava di produzione, video e distribuzione. Nell'ottobre 1993 CAVE venne inglobata da ABC Cable and International Broadcast Group (ACIBG) e due mesi dopò cambiò nome in ABC Cable and International Broadcast, Inc.
Nel 1996 Capital Cities/ABC venne acquistata da The Walt Disney Company e ACIBG venne unita con Walt Disney Television International per formare Disney-ABC International Television (DAIT). Nel 1999 DAIT iniziò a operare usando il nome Buena Vista International Television. Il nome venne dismesso nel 2007 e in seguito la divisione venne rinominata Disney Media Distribution.
Nel marzo 2018, in seguito all'acquisto da parte di Disney della 21st Century Fox, le unità di distribuzione vennero trasferite alla neonata Walt Disney Direct-to-Consumer & International. Nel maggio 2020 il gruppo di distribuzione media venne spostato sotto il controllo di Disney Media Networks.

### Disney Platform Distribution
Nell'ottobre 2020 il CEO di Disney Bob Chapek annunciò una ulteriore riorganizzazione, che portò alla creazione di Disney Media and Entertainment Distribution. Sotto la nuova struttura, Disney ha creato un gruppo responsabile sia della diffusione che della vendita di annunci per tutti i suoi contenuti, anche attraverso i servizi di streaming tra cui Disney+. Disney Media Distribution divenne Disney Platform Distribution, che è responsabile di Walt Disney Studios Motion Pictures, Walt Disney Studios Home Entertainment, Disney–ABC Domestic Television e Disney Music Group.
Nel febbraio 2023, il reintegrato CEO Disney Bob Iger ha ristrutturato l'azienda, ripristinando Walt Disney Studios Motion Pictures, Disney Music Group e Disney Theatrical Group al presidente dei Walt Disney Studios. Il resto di Disney Platform Distribution fungerebbe da servizio condiviso sia per Disney Entertainment che per ESPN.

## Struttura
La divisione supervisiona la distribuzione dei contenuti Disney:

### Cinema
- Walt Disney Pictures
- 20th Century Studios
- Searchlight Pictures
- Marvel Studios
- Lucasfilm
  - Lucasfilm Animation
- Pixar
- Walt Disney Animation Studios
- DisneyToon Studios
- ESPN Films
- The Muppets Studio

### Televisione
- Disney Television Studios
  - ABC Signature
  - 20th Television
  - 20th Animation
  - Searchlight Television
- ABC News e gli Academy Awards
- BVS Entertainment
- Disney–ABC Domestic Television
- Walt Disney Television e Disney Television Animation
- It's a Laugh Productions
- Marvel Entertainment (a eccezione di alcune produzioni televisive)
- ESPN
- The Muppets Studio
- Disney Branded Television
- ABC Family Worldwide
- FX Networks
- Disney+